# Autostrada A27 (Grecja)
Autostrada A27 (gr. αυτοκινητόδρομος 27, Aftokinitodromos 27) – autostrada znajdująca się na terytorium Grecji, w regionie Macedonii Zachodniej. Docelowo ma połączyć autostradę A2 w pobliżu Kozani z granicą grecko-macedońską koło Niki (wieś)|Niki, gdzie przedłużeniem A27 jest macedońska droga A3 (dawniej planowana jako droga ekspresowa M5K). Obecnie składa się z dwóch odcinków:
- Kozani (A2) – Ptolemaida o długości 22 km[1];
- Florina – Niki (GR-MK) o długości 15 km[1].